# Francisco Pizarro (Colombia)
Francisco Pizarro es un municipio colombiano ubicado en  en el departamento de Nariño, cuya cabecera municipal recibe el nombre de Salahonda. Se sitúa a 442 kilómetros de San Juan de Pasto, la capital del departamento.

## Historia

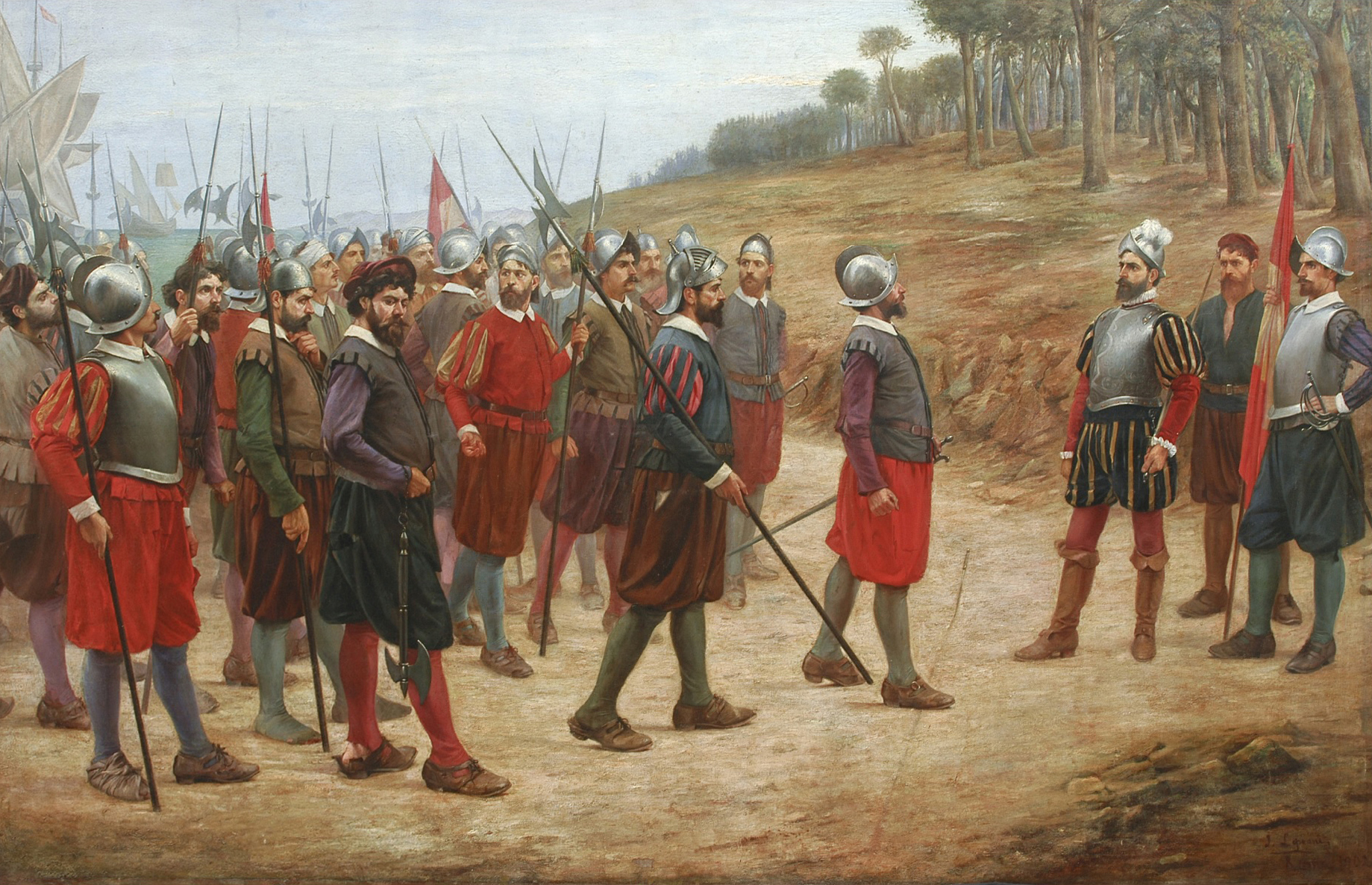
Los 13 de la Isla del Gallo. Óleo de Juan B. Lepiani, que representa a Francisco Pizarro en la isla del Gallo, invitando a sus soldados a cruzar la línea trazada en el suelo.

La población fue fundada por Bartolomé Ruiz en 1526.
En su jurisdicción del municipio se encuentra la isla del Gallo, lugar donde Francisco Pizarro y sus tropas protagonizan el episodio de los trece de la fama:

El trujillano no se dejó ganar por la pasión y, desenvainando su espada, avanzó con ella desnuda hasta sus hombres. Se detuvo frente a ellos, los miró a todos y evitándose una arenga larga se limitó a decir, al tiempo que, según posteriores testimonios, trazaba con el arma una raya sobre la arena: 
— «Por este lado se va a Panamá, a ser pobres, por este otro al Perú, a ser ricos; escoja el que fuere buen castellano lo que más bien le estuviere».

Un silencio de muerte rubricó las palabras del héroe, pero pasados los primeros instantes de la duda, se sintió crujir la arena húmeda bajo los borceguíes y las alpargatas de los valientes, que en número de trece, pasaron la raya. Pizarro, cuando los vio cruzar la línea, «no poco se alegró, dando gracias a Dios por ello, pues había sido servido de ponelles en corazón la quedada». Sus nombres han quedado en la Historia.
José Antonio del Busto

En 2018 la población decide boicotear las elecciones presidenciales para denunciar el abandono por parte del Estado colombiano.

## División Político-Administrativa
Además de su Cabecera municipal: Salahonda. Francisco Pizarro tiene bajo su jurisdicción los siguientes Centros poblados:
- Bocas de Curay
- La Playa
- Luis Avelino Pérez
- Olivo Curay
- Sander Curay
- Soledad Curay